# 沃爾諾瓦哈巴士襲擊
沃尔诺瓦哈巴士袭击事件是2015年1月13日頓巴斯親俄武裝对乌克兰東部顿涅茨克州沃爾諾瓦哈市附近的布哈斯村一處高速公路檢查站进行的袭击。事件造成一辆城际巴士上的12名乘客死亡及18人受伤。这次袭击是自2014年9月签署旨在停止顿巴斯战争的《明斯克協議》以来最大的单次人员伤亡袭击。烏克蘭政府和俄羅斯傀儡軍均称这起事件为“恐怖襲擊”。